# The Red Rider (film 1925)
The Red Rider è un film muto del 1925 diretto da Clifford Smith.

## Trama
White Elk (Alce bianco), chiamato così per il colore chiaro della pelle, è un giovane capo indiano che entra in conflitto con il capo Black Panther al quale impedisce di saccheggiare un treno diretto a ovest. Il giovane, già fidanzato con una principessa indiana, si innamora di Lucille, una donna bianca che arriva dall'Est. Il padre di lei, John Cavanagh, inganna White Elk facendogli firmare un documento con il quale cede i terreni della sua tribù. Condannato a essere bruciato vivo dai suoi, White Elk si salva quando scoppia improvvisamente un temporale: gli scrosci della pioggia spengono il rogo, permettendogli la fuga. Il giovane viene a sapere che la sua pelle bianca dipende dal fatto di non essere un pellerossa: da bambino, era stato adottato dalla tribù quando, dopo la scomparsa dei suoi genitori, due bianchi, era rimasto solo. Nel frattempo, Black Panther rapisce Lucille: legata a una canoa alla deriva sopra una cascata, la ragazza sembra non avere scampo. Ma White Elk riesce a salvarla e la principessa prende il suo posto, offrendosi in sacrificio al suo posto. Libero di sposare Lucille, White Elk trova anche il suo vero padre. Scopre che altri non è se non il vecchio scout che si trovava alla guida del treno che Black Panther voleva assaltare.

## Produzione
Il film fu prodotto dalla Universal Pictures.

## Distribuzione
Il copyright del film, richiesto dall'Universal, fu registrato il 3 luglio 1925 con il numero LP21633.
Distribuito dalla Universal Pictures, il film uscì nelle sale statunitensi il 2 agosto 1925 con il titolo The Red Rider dopo una prima uscita in primavera, quando era stato presentato con il titolo The Open Trail.
Non si conoscono copie ancora esistenti della pellicola che viene considerata presumibilmente perduta.